# Сильфій

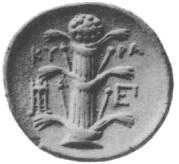
Монета з Кирени із зображенням сильфію

Сильфій (дав.-гр. σίλφιον, лат. silphium, silpium) — ароматна та лікарська рослина з роду Ферула (Ferula), родини Окружкові. За зовнішнім виглядом сильфій був схожий на інші рослини цього роду. Ідентифікація давнього сильфію сумнівна, оскільки описи стародавніх авторів були нечіткі. Деякі сучасні автори вважають, що це зниклий вид.
Карл Лінней в описі рослин «Species Plantarum» на сторінках 919 і 920 другого тому описує декілька видів роду Silphium, які з історичним сильфієм не ідентичні.

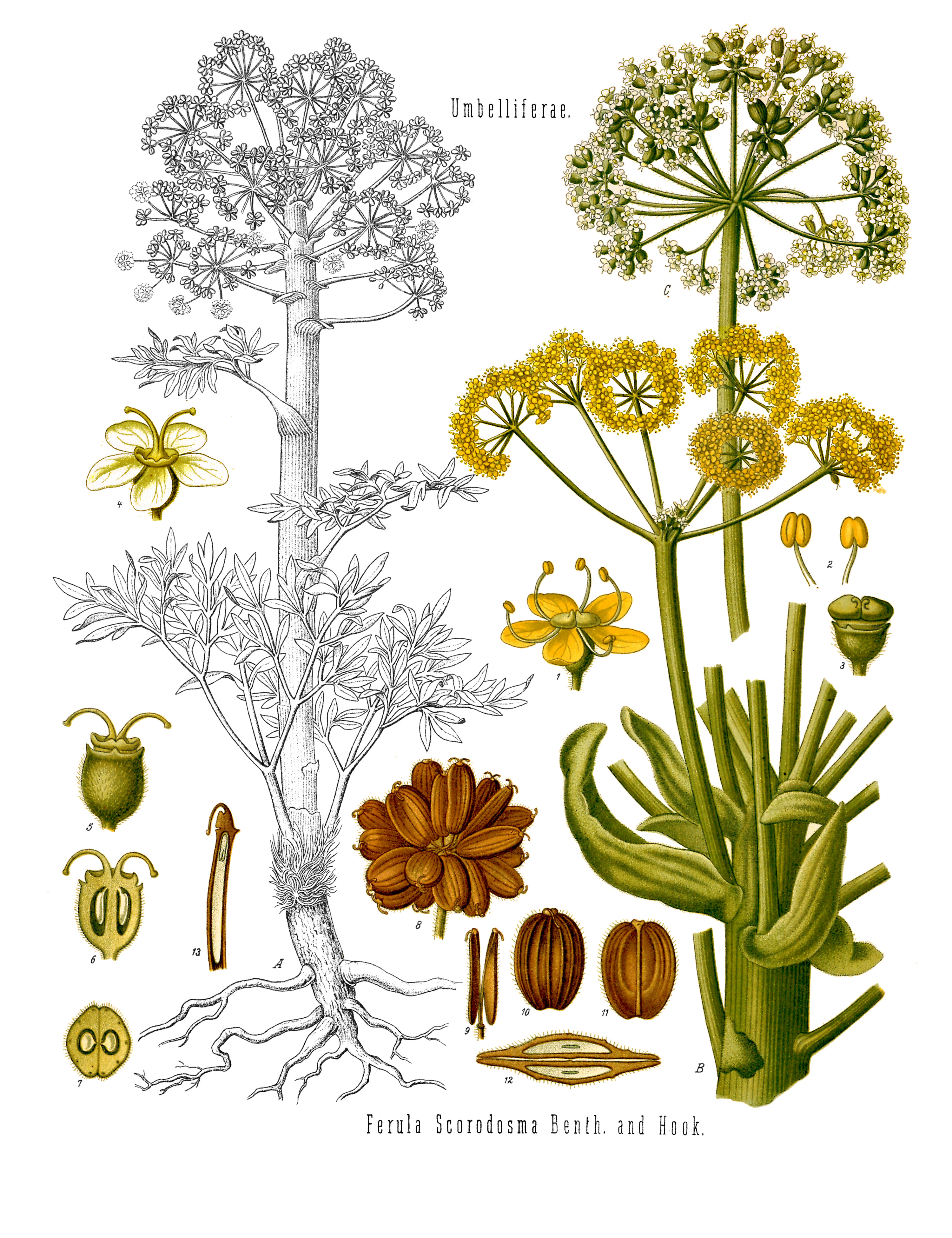
Асафетида. Споріднена рослина зі схожими до сильфію властивостями. Дає уявлення про зовнішній вигляд сильфію

## Застосування
Про сильфій писали багато античних авторів: Геродот, Пліній Старший, Страбон, Гіппократ, Катон, Колумелла. Численні згадки зустрічаються також у художній літературі: Софокл, Аристофан, Менандр, Плавт, Катулл, Петроній Арбітр.
У їжу вживали різні частини рослини, проте найбільше цінували її молочний сік, що швидко застигав на свіжому повітрі й перетворювався на маслянистий порошок. Латиною цей порошок називали лазер (laser, laserpicium, lasarpicium, laserpitium). Використовували його насамперед як приправу. Зберігся, зокрема, рецепт ароматної приправи із сильфію та насіння сосни (у збірнику, що приписується напівлегендарному римському гурману Апіцію).
Водночас сильфій вважали й ліками. Пліній Старший писав: «Сильфій — один з найчудовіших дарів природи, що має безліч застосувань». Із лікувальною метою сильфій вживали при кашлі, при болях у горлі, при підвищеній температурі (ефірні олії окружкових знімають тахікардію), при розладах травлення (сучасні нашатирно-анісові краплі); як протиотрута при укусах змій і скорпіонів; при пораненні отруєною стрілою; від бородавок, а іноді — за будь-яких болів чи хвороб. Наприклад, Гіппократ наводить такий рецепт: «Якщо пряма кишка випадає і не залишається на своєму місці, візьми сильфіон, по можливості свіжий і щільний, наскобли його дрібно і прикладай його як компрес». Одним із найважливіших було застосування сильфію як контрацептива й як засобу для запобігання викиднів.

## Історія
Сильфій зростав у північній Африці, в Киренаїці, на території сучасної Лівії. Заготівля велася на досить великій території поблизу узбережжя, розміром приблизно 50 км шириною і 200 км у довжину.
Саме можливість збирати сильфій привабило до цих країв колоністів із Греції, які заснували в цих краях місто Кирена та кілька інших поселень. Арістотель, щоправда, стверджує, що засновник Кирени, цар Батт, отримав сильфій під час церемонії вшанування від тубільців.
Самі киренці називали сильфій «даром Аполлона» й навіть карбували зображення дивовижної рослини на своїх монетах. Він був найважливішою статтею експорту для Киренаїки. Попит постійно зростав. Заготовляли сильфій з розмахом — якщо перерахувати на сучасні міри ваги — центнерами й навіть тоннами. Поступово збір коштовного лазеру перетворився чи не на єдине заняття місцевих мешканців. Занепали ремесла, поля стояли неораними. Щоправда, й зарості сильфія невдовзі почали рідшати, бо просто не встигали відновлюватися.
Киренським прянощам пробували шукати заміну — але марно. Спроби вирощувати сильфій поза Киреною також були невдалими — вочевидь він міг зростати і розмножуватися лише в Африці. За словами Гіппократа, «… й Іонія, і Пелопоннес не так уже й погано розташовані щодо сонця і пори року, щоб там не вистачало сонця для проростання рослин, однак, незважаючи на численні спроби, не вдалося виростити в Іонії й Пелопоннесі сильфіон, який у Лівії зростав сам собою».
За римських часів лікарі виявили, що він не лише добре смакує, але й розпалює бажання. Слава «трави кохання» збільшила попит на сильфій у рази. Тепер за нього віддавали срібла стільки, скільки важив він сам — міру до міри. Та й сам сильфій став своєрідним засобом накопичення — на рівні з цінними металами. Відомо, скажімо, що запаси лазера були частиною римської скарбниці, і Юлій Цезар на початку громадянської війни взяв із неї приблизно півтонни цієї цінної спеції.
Щоправда, на батьківщині сильфія його з кожним роком ставало дедалі менше. Киренська влада намагалася обмежити збір,  дозволивши його лише місцевим мешканцям і лише в певний час. Але звиклі до швидких заробітків киренці заборони обходили. Розквітла контрабанда. І чим далі, тим більш хижацькими ставали способи заготівлі сильфію, траву тепер просто виривали з коренем, намагаючись випередити інших «мисливців за прянощами». Те, що не знищили люди, доїла худоба. До середини I сторіччя нашої ери сильфій зник повністю. За повідомленням Плінія Старшого, якось знайшли один кущик — так його урочисто привезли до Риму, щоб показати самому імператору Нерону.
Швидше за все, сильфій як біологічний вид у Киренаїці вимер. Утім, деякі дослідники вважають, що сильфій — це Ferula tingitana L., що росте в Північній Африці, яка, однак, відрізняється від сильфію своїми властивостями.

## Сильфій і асафетида
Найближчий відомий аналог сильфію як прянощі й лікарська рослина — асафетида (Ferula assa-foetida) з Ірану й Афганістану. Грекам вона стала відома під час походу Александра Македонського до Азії. Вояки його армії знайшли асафетиду в Ірані й  використовували замість сильфію. Проте її сік був гіркішим, а запах — неприємним. Тому її, власне, і назвали асафетидою — «смердючкою».
Саме асафетиду мав на увазі Діоскорид, коли стверджував, що сильфій ріс також у Сирії, Вірменії та Мідії. Страбон у своїй Географії також повідомляв, що війська Олександра Великого поблизу Бактрії (Середня Азія) приправляли м'ясо сильфієм, який удосталь зростав у тих місцях. Але й вони уточнюють, що мідійський і сирійський сильфій мав менше енергії й дуже неприємний запах .